# Camponotus keihitoi
Camponotus keihitoi är en myrart som beskrevs av Auguste-Henri Forel 1913. Camponotus keihitoi ingår i släktet hästmyror, och familjen myror. Inga underarter finns listade.